# Percy Faith
Percy Faith (Toronto, Canadá, 7 de abril de 1908-Encino, California, Estados Unidos, 9 de febrero de 1976) fue un famoso director de orquesta, arreglista y compositor canadiense.
Fue conocido por sus ingeniosos arreglos para temas musicales de corte popular, al dotarlos de un ritmo, estilo y sonoridad atractivos para los oyentes de su tiempo. Considerado un clásico de la música denominada Easy-listening e Instrumental, logró popularizar dicho estilo junto con su colega contemporáneo Ray Conniff y ser ambos un éxito contundente para el sello discográfico en el cual grababan. Los principales temas de Faith son: Delicado, The song from Moulin Rouge, Theme from A summer place y Theme for young lovers, de los cuales solamente este último no llegó a la posición #1 de Billboard quedando solo en el #35 en listas.

## Biografía
Percy nació en Toronto, Canadá, en 1908, y era hijo primogénito de un matrimonio conformado por el sastre de nombre Abraham Faith y su esposa Minnie, quienes tuvieron en total 8 hijos. Desde temprana edad Percy manifestó un interés especial por la música, revelándose muy pronto como niño prodigio, al interpretar melodías de manera muy fluida al frente de un piano; fue el primer miembro en la historia familiar que se convirtió en músico. Hizo estudios de piano en la academia canadiense de Spadina Road. En 1920, siendo aún un niño, comenzó a ganarse la vida en un empleo que cobró fama durante aquellos años, pianista de sala cinematográfica, al musicalizar películas de cine mudo.
Tiempo después la familia cambió de domicilio debido a su precaria situación económica. Por aquel entonces Faith decidió emplear sus ganancias para pagar sus estudios en el Conservatorio de Música de Toronto, donde fue discípulo de destacados concertistas como Frank Welsman y perfeccionó su manejo de la armonía, composición y estructura armónica. Faith prometía llegar a ser un destacado concertista de piano, pero el destino cambiaría drásticamente sus expectativas. En 1926, mientras Percy ensayaba en su casa, su hermana menor de tres años, Gertrude, jugaba con fósforos; instantes después incendió accidentalmente sus ropas y gritó aterrorizada por el fuego y las quemaduras. Percy acudió a la habitación y, al encontrarla envuelta en llamas, desesperado le quitó las ropas ardiendo y se quemó gravemente las manos. Ambos salvaron la vida, pero Percy tuvo que convalecer durante 9 meses, imposibilitado para tocar el piano. "Tomé un lápiz entre mis vendajes y decidí estudiar composición" diría años después.
Contrajo nupcias en 1928 con Mary Palange, con quien tuvo dos hijos: Peter y Marilyn. Más tarde, en 1933, comenzó a trabajar para las desaparecidas estaciones de radio CKN y CKCL de la Canadian Broadcasting Corporation, donde permaneció hasta 1940.
En 1945 se naturalizó ciudadano estadounidense y empezó a grabar para la RCA Víctor. Posteriormente trabajaría brevemente en los estudios de Decca Records, para luego cambiar al sello CBS Columbia, donde colaboraría activamente con el destacado músico Mitch Miller. Su experiencia y habilidad como arreglista y director le permitió respaldar el trabajo musical de diversas estrellas de la Columbia.
Sin embargo, su trabajo fue más allá de ser soporte musical de diversos cantantes, y durante las décadas de 1950 y 1960 grabó versiones orquestales de varias canciones populares. Su estilo era melódico, basado en arreglos especiales para cuerdas y coros femeninos que daban un efecto especial en la sonoridad de las melodías.
Sus temas más conocidos fueron Delicado (1952), Song from the Moulin Rouge (1953) y el famoso Theme from a summer place (1960), el cual se hizo acreedor al Premio Grammy por la mejor grabación de 1961. Faith es el artista que vendió más sencillos durante la era de los cantantes populares norteamericanos y del Rock and Roll.
Con su presencia musical en los escenarios de Broadway, Hollywood Percy acrecentó su popularidad a inicios de 1962 con sus versiones y arreglos especiales para los temas juveniles de aquella época. Sus álbumes "Themes for young lovers" fueron los mejor vendidos durante esos años y llevaron el sonido Faith a una generación de oyentes jóvenes. Al lado de Ray Conniff, compañero de sello discográfico, se convirtió en el elemento decisivo para la consolidación del fenómeno musical denominado easy listening. La popularidad de dicha moda musical se prolongó hasta finales de los 1960 y principios de los 1970, cuando recibió su segundo Premio Grammy en 1969 por su álbum "Love theme from Romeo and Juliet". Confrontado a la psicodelia, el hard rock y el rock progresivo, Faith comenzó a experimentar el cambio en los gustos musicales de los jóvenes, por lo que su fama fue decreciendo paulatinamente. Aun así intentó mantenerse actualizado y lanzó su versión de los temas "Jesus Christ superstar" y "Black magic woman".
Pese a ser conocido por su trayectoria discográfica, Faith también musicalizó diversas películas y recibió una nominación al premio de la Academia por su adaptación a la pantalla del tema musical interpretado por Doris Day "Love me or leave me".
Con la llegada de los sonidos del rock más duro en la década de 1970's, Faith cayó en desgracia en la audición y venta de discos al público. Pero continúo produciendo álbumes de diversa música contemporánea como Jesucristo Superestrella y Mujer de Magia Negra Liberó un álbum de musica country y dos álbumes con arreglos orientados hacia la música Disco finalizando su carrera musical de 40 años. Su último disco fue al estilo música disco, Theme from a Summer Place (Tema de un Lugar en Verano) el cual fue reeditado y titulado "Summer Place '76" el cual fue un hit postumo menor. La versión original del Theme from a Summer Place llegó al número uno de la lista estadounidense de Billboard en 1960.

## Familia
Faith tuvo dos hijos, Marilyn y Peter con su esposa Mary (de soltera Palange). Se habían casado en 1928. Ella falleció en Los Ángeles, California en 1997.

## Muerte
Percy Faith murió de cáncer en Encino California y fue sepultado en el cementerio Hillside Memorial Park en Culver City California.

## Discografía

### Álbumes
- 1953: Continental Music
- 1953: Delicado
- 1954: Kismet
- 1954: Music from Hollywood
- 1954: Music of Christmas
- 1954: Music Until Midnight
- 1954: Percy Faith Plays Romantic Music
- 1955: Amour, Amor, Amore
- 1955: Girl Meets Boy
- 1955: Music for Her
- 1955: Wish Upon a Star
- 1956: It's So Peaceful in the Country (with Mitch Miller)
- 1956: The Most Happy Fella
- 1956: My Fair Lad
- 1956: Passport to Romanc
- 1956: Swing Low in Hi-Fi
- 1957: Adventure in the Su
- 1957: The CBS Album of George Gershwin
- 1957: Li'l Abner
- 1957: Viva: The Music of Mexico
- 1958: The Columbia Album of Victor Herbert
- 1958: Hallelujah!
- 1958: South Pacific
- 1958: Touchdown!
- 1958: North and South of the Border
- 1959: Bouquet
- 1959: Malagueña: Music of Cuba
- 1959: A Night with Sigmund Romberg
- 1959: Porgy and Bess
- Bon Voyage!: Continental Souvenirs (1960)
- Jealousy (1960)
- A Night with Jerome Kern (1960)
- Greatest Hits (1960)
- The Sound of Music (1960)
- Camelot (1961)
- Carefree (1961)
- Mucho Gusto! More Music of Mexico (1961)
- Subways Are for Sleeping (1961)
- Tara's Theme from Gone With The Wind (1961)
- This Fling Called Love (with Eileen Farrell) (1961)
- Bouquet of Love (1962)
- Exotic Strings (1962)
- Hollywood's Great Themes (1962)
- The Music of Brazil! (1962)
- American Serenade (1963)
- A Look at Monaco (1963)
- Shangri-La! (1963)
- Themes for Young Lovers (1963)
- Great Folk Themes (1964)
- The Love Goddesses (1964)
- More Themes for Young Lovers (1964)
- Broadway Bouquet (1965)
- Do I Hear a Waltz? (1965)
- Latin Themes for Young Lovers (1965)
- Bim! Bam!! Boom!!! (1966)
- Christmas Is... (1966)
- The Oscar (1966)
- Themes for the "In" Crowd (1966)
- Born Free and Other Great Movie Themes (1967)
- Today's Themes for Young Lovers (1967)
- Angel of the Morning (1968)
- For Those in Love (1968)
- Love Theme from "Romeo and Juliet" (1969)
- Those Were the Days (1969)
- Windmills of Your Mind (1969)
- The Beatles Album (1970)
- Held Over! Today's Great Movie Themes (1970)
- Leaving on a Jet Plane (1970)
- Younger Than Springtime (1970)
- Raindrops Keep Fallin' On My Head (1971)
- Black Magic Woman (1971)
- I Think I Love You (1971)
- Jesus Christ Superstar (1971)
- Day By Day (1972)
- Joy (1972)
- All-Time Greatest Hits (1972)
- Clair (1973)
- Corazón (1973)
- My Love (1973)
- Chinatown Featuring the Entertainer (1974)
- Clair (1974)
- Country Bouquet (1974)
- The Great Concert (1974)
- New Thing (1974)
- Disco Party (1975)
- Viva!/Mucho Gusto! (1975)
- Summer Place '76 (1976)

### Sencillos
- I Cross My Fingers  (1950)
- All My Love (1950 }
- Christmas In Killarney {1950)
- On Top Of Old Smokey {1951}
- When The Saints Go Marching In / {1951}
- I Want To Be Near You {1951 }
- Delicado { US # 1, 1952 }
- Swedish Rhapsody (Midssummer Vigil)/ {1953 }
- Moulin Rouge Theme (1953}
- Return To Paradise {1953}
- Many Times {1953}
- Dream, Dream, Dream {1954 }
- The Bandit {1954 }
- Valley Valparaiso {1956 }
- We All Need Love { 1956 }
- With A Little Bit Of Luck {1956 }
- Till {1957 }
- Theme From A Summer Place {1960}
- Theme For Young Lovers {1960}
- Sons And Lovers {1963}
- Theme From "The Dark At The Top Of The Stairs" {1960}
- The Sound Of Surf {1963}
- Yellow Days {1967}
- Can't Take My Eyes Off You {1967 }
- For Those In Love (1968)
- Zorba {1969 }
- Theme From A Summer Place (1969)
- The April Fools (1969)
- Airport Love Theme (1970)
- Everything's All Right {1971 }
- Theme From Summer Of '42 (1971)
- Bach's Lunch (1972)
- Crunchy Granola Suite { AC # 16, 1973 ]
- Hill Where The Lord Hides { AC # 44, 1974 }
- Theme From "Chinatown" { AC # 35, 1974 }
- Summer Place '76 { AC # 13, 1976 }

## Premios y distinciones
Premios Óscar
| Año  | Categoría                                              | Película          | Resultado |
| ---- | ------------------------------------------------------ | ----------------- | --------- |
| 1956 | Mejor banda sonora de una película dramática o comedia | Quiéreme o déjame | Nominado  |